# Mircea Dumitrescu (aviator)
Mircea Dumitrescu (n. secolul al XX-lea – d. secolul al XX-lea) a fost un pilot român de aviație, as al Aviației Române din cel de-al Doilea Război Mondial.
Sublocotenentul aviator Mircea Dumitrescu a fost decorat cu Ordinul Virtutea Aeronautică de război cu spade, clasa Crucea de Aur (11 octombrie 1941) pentru că „a executat 40 misiuni de războiu în calitate de comandant de patrulă. În ziua de 8 August 1941, împreună cu patrula sa, a doborît în luptă aeriană 2 avioane sovietice”, clasa Crucea de Aur cu 2 barete (4 noiembrie 1941) pentru că „a doborât două avioane sovietice. Într'o luptă aeriană, fiind rănit și având avionul grav avariat, s'a salvat cu parașuta în liniile amice. Are patru avioane inamice doborâte, dintre care două cu patrula” și clasa Cavaler (6 octombrie 1944).
A fost înaintat la gradul de locotenent aviator la 20 martie 1943 și la gradul de căpitan aviator pe 23 ianuarie 1946, cu vechimea de la 16 iunie 1945.

## Decorații
- Ordinul „Virtutea Aeronautică” de Război cu spade, clasa Crucea de Aur (11 octombrie 1941)[1]
- Ordinul „Virtutea Aeronautică” de Război cu spade, clasa Crucea de Aur cu 2 barete (4 noiembrie 1941)[2]
- Ordinul „Virtutea Aeronautică” cu spade, clasa Cavaler (6 octombrie 1944)[3]